# Lucena de Jalón
Lucena de Jalón – gmina w Hiszpanii, w prowincji Saragossa, w Aragonii, o powierzchni 10,31 km². W 2011 roku gmina liczyła 269 mieszkańców.